# Список космічних запусків 1957 року

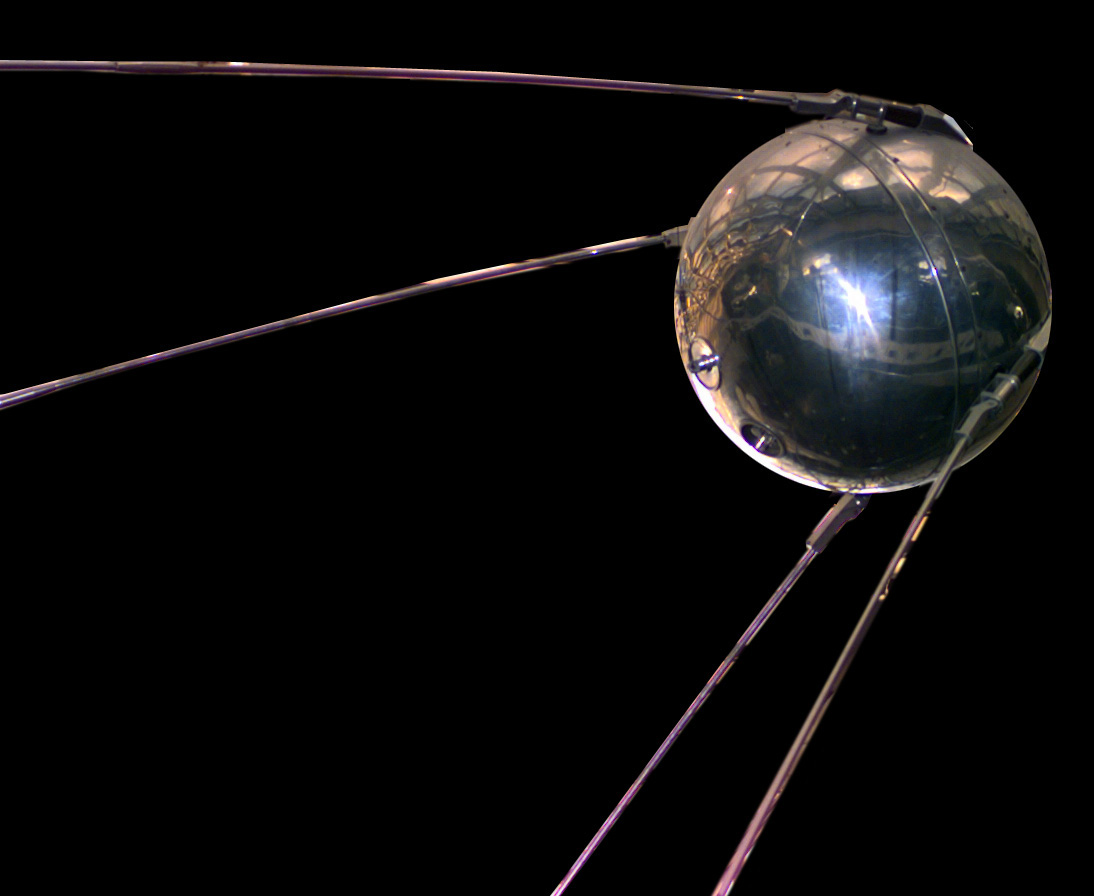
Супутник-1

Список орбітальних запусків 1957 року.
| Дата (UTC)     | Стартовий комплекс | Ракета-носій           | NSSDC ID  | Назва       | Тип     |
| -------------- | ------------------ | ---------------------- | --------- | ----------- | ------- |
| 04.10 19:28:34 | Байконур Мдчк. 1   | Супутник 8К71-ПС № 1ПС | 1957-001B | Супутник-1  |         |
| 03.11 02:30:42 | Байконур Мдчк. 1   | Супутник 8К71-ПС № 2ПС | 1957-002A | Супутник-2  |         |
| 06.12 16:44:35 | Канаверал СК18A    | Венґард TV-3           | VAGT3     | Венґард TV3 | Венґард |

Кольором позначені невдалі запуски.